# Vuurkouter
De Vuurkouter is een natuurgebied in de tot de Oost-Vlaamse gemeente Temse behorende plaats Steendorp.
Het betreft een aantal kleiputten die zijn overgebleven van de baksteennijverheid, welke hier teruggaat tot de 16e eeuw. Deze kleiputten staan gewoonlijk vol water.
De kleiputten vormen een biotoop voor vissen, amfibieën en tal van vogels, waaronder ijsvogel en aalscholver. Van de plantengroei kan de slanke sleutelbloem worden genoemd.
Een deel van het gebied is in bezit van Natuurpunt.